# Osivți, Kamin-Kașîrskîi
Osivți (în ucraineană Осівці) este localitatea de reședință a comunei Osivți din raionul Kamin-Kașîrskîi, regiunea Volînia, Ucraina.

## Demografie
Componența lingvistică a localității Osivți
     Ucraineană (99,5%)
     Alte limbi (0,5%)
Conform recensământului din 2001, majoritatea populației localității Osivți era vorbitoare de ucraineană (99,5%), existând în minoritate și vorbitori de alte limbi.